# Bartosz Piotrowski
Bartosz Rafał Piotrowski (ur. 14 września 1973 w Warszawie) – doktor sztuki, projektant specjalizujący się w opracowywaniu wyglądu pojazdów szynowych, szef zespołu wzornictwa przemysłowego (Działu Rozwoju Produktu) w zakładach Pesa z Bydgoszczy.

## Życiorys

### Wykształcenie
W latach 1994–1998 studiował na Wydziale Wzornictwa Przemysłowego Akademii Sztuk Pięknych w Warszawie. W 2006 otrzymał dyplom na Wydziale Architektury i Wzornictwa Przemysłowego Akademii Sztuk Pięknych w Gdańsku, natomiast w 2010 na tym samym wydziale obronił doktorat z wzornictwa przemysłowego pt. „Projektowanie czół pojazdów szynowych”.

### Kariera zawodowa

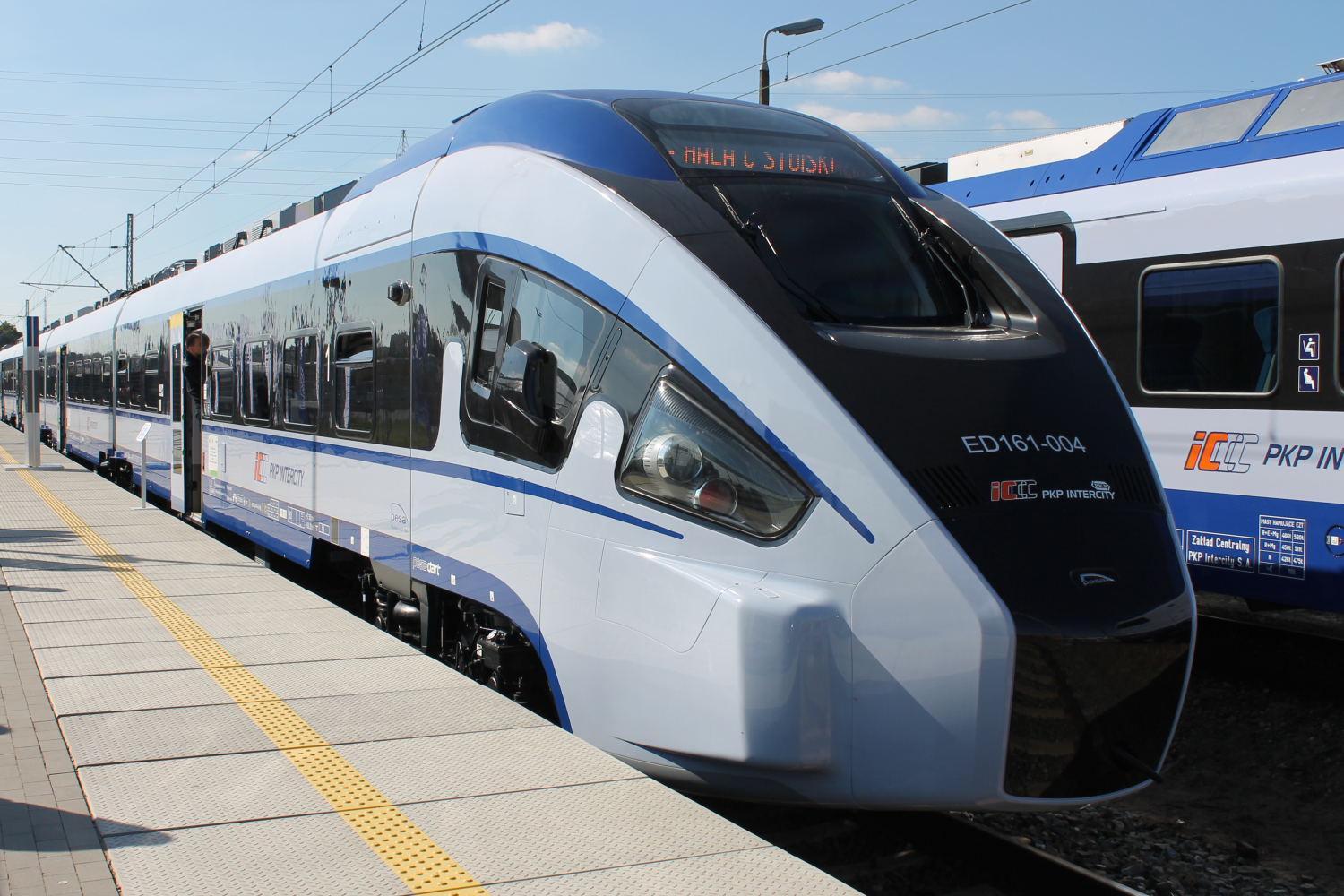
Pesa Dart, którego wygląd zaprojektował Piotrowski

W 2005 został zatrudniony w zakładach Pesa w Bydgoszczy z polecenia profesora gdańskiej ASP Marka Adamczewskiego, którego zespół projektantów współpracował z bydgoskim przedsiębiorstwem. Pierwotnie, tak jak inni projektanci Pesy, nadzorował projekty realizowane przez biura zewnętrzne. W związku z szybkim rozwojem przedsiębiorstwa zdecydowano o rozbudowie zespołu i przeniesieniu najważniejszych projektów do realizacji wewnątrz Pesy. Jest szefem Działu Przemysłowego Projektowania w Departamencie Badań i Rozwoju tego przedsiębiorstwa oraz twórcą kilkunastu projektów pojazdów szynowych. Jego pierwszym projektem wykonanym dla Pesy był wygląd spalinowego zespołu trakcyjnego typu 218M, a kolejnymi wygląd zewnętrzny i wewnętrzny elektrycznego zespołu trakcyjnego z rodziny Elf oraz wygląd zewnętrzny tramwaju Swing. Następnie zaprojektował sylwetki m.in. tramwajów Twist, Fokstrot, Krakowiak i Jazz, EZT z rodzin Acatus II i Acatus Plus, SZT z rodzin Atribo i Link, szerokotorowych pojazdów spalinowych 611M i 630M, lokomotyw z rodziny Gama oraz wagonów piętrowych z rodziny Sundeck. W latach 2014–2015, wraz z zespołem, zaprojektował wygląd zewnętrzny i wnętrze EZT o nazwie Dart, który zakończył dotychczasową linię stylistyczną Pesy rozpoczętą przez Elfa i ewoluującą w późniejszych pojazdach Link i Gama. Ponadto w latach 2008–2012 brał udział w projektowaniu Pendolino dla PKP Intercity.
Od 2010 wykłada na Uniwersytecie Technologiczno-Przyrodniczym w Bydgoszczy na kierunku wzornictwo. W Zakładzie Wzornictwa na Wydziale Inżynierii Mechanicznej tej uczelni prowadzi samodzielną pracownię projektowania produktu. Ponadto wraz z Kamilą Kamińską jest właścicielem studia projektowego Circle.

## Nagrody i wyróżnienia

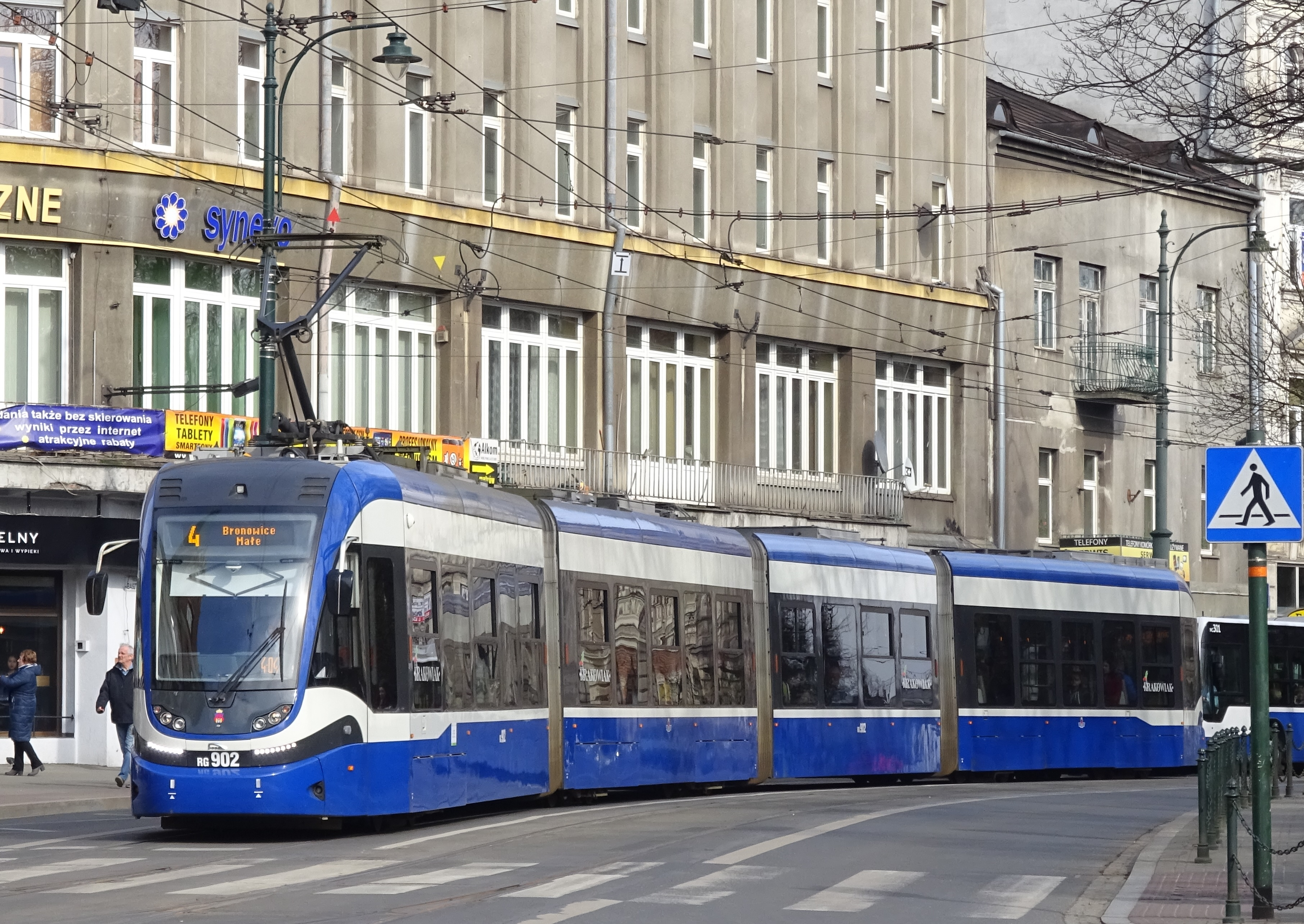
Pesa Krakowiak – Dobry Wzór i Wzór Roku w 2015

Bartosz Piotrowski otrzymał następujące nagrody:
- 2006 – nagroda Designer Roku 2006 wraz z zespołem pod kierownictwem Marka Adamczewskiego przyznana przez Instytut Wzornictwa Przemysłowego za projekt autobusu szynowego typu 218Mc[15],
- 2014 – nagroda specjalna prezesa Instytutu Wzornictwa Przemysłowego Designer Roku 2014 dla najlepszego polskiego projektanta[3],
- 2015 – Perła Honorowa w kategorii Sztuka użytkowa przyznana przez redakcję Polish Market[16].

Ponadto zaprojektowane przez niego pojazdy otrzymały następujące wyróżnienia:
- 2006 – nagroda Dobry Wzór 2006 w kategorii Sfera publiczna dla autobusu szynowego typu 218Mc[17],
- 2013 – nagroda Dobry Wzór 2013 w kategorii Sfera publiczna[18] oraz nagroda specjalna ministra gospodarki Wzór Roku 2013 dla lokomotywy Pesa Gama[19],
- 2015 – nagroda Dobry Wzór 2015 w kategorii Sfera publiczna oraz nagroda specjalna ministra gospodarki Wzór Roku 2015 dla tramwaju Pesa Krakowiak[20],
- 2016 – nagroda iF Design Award dla ezt Pesa Dart[21],
- 2016 – wyróżnienie w kategoriach Project of the year over 50 mln euro i Outstanding Engineering Achievement podczas gali Global Light Rail Awards dla tramwaju Pesa Krakowiak[22],
- 2016 – nagroda Dobry Wzór 2016 w kategorii Transport i komunikacja dla wagonów piętrowych Pesa Sundeck[23].